# Erdei kutyatej
Az erdei kutyatej (Euphorbia amygdaloides) a kétszikűek (Magnoliopsida) osztályába, ezen belül a Malpighiales rendjébe és a kutyatejfélék (Euphorbiaceae) családjába tartozó faj.

## Jellemzők
15–80 cm magas évelő. Szára kezdetben fekvő, majd felegyenesedő, rozsdaszínű szőrös. A levelek a tövön sűrűn állnak, visszás-tojásdad hosszúkásak, fokozatosan keskenyedő vállúak, tompa csúcsúak, bíboros zöldek, a szárlevelek jóval kisebbek. A gallérlevelek széle nagyobb a hosszuknál, kiterülőek, vállukon összenőttek. Mirigyei kétszarvúak, pirosak. Toktermése barázdált, sima. Március-júniusban virágzik.

## Élőhelye
Gyertyán- és bükkelegyes erdőkben él.